# Bramkampella
Bramkampella es un género de foraminífero bentónico de la subfamilia Choffatellinae, de la familia Cyclamminidae, de la superfamilia Loftusioidea, del suborden Loftusiina y del orden Loftusiida. Su especie tipo es Bramkampella arabica. Su rango cronoestratigráfico abarca desde el Jurásico superior hasta la Cretácico inferior.

## Discusión
Clasificaciones previas incluían Bramkampella en el suborden Textulariina del orden Textulariida o en el orden Lituolida.

## Clasificación
Bramkampella incluye a la siguiente especie:
- Bramkampella arabica †